# Bố Hạ
Bố Hạ là một xã thuộc tỉnh Bắc Ninh, Việt Nam.

## Địa lý
Xã Bố Hạ có vị trí địa lý:
- Phía đông giáp các xã Tuấn Sơn và Vân Nham, tỉnh Lạng Sơn
- Phía tây giáp các xã Yên Thế và Phúc Hòa
- Phía nam giáp các xã Tiên Lục và Kép
- Phía bắc giáp xã Đồng Kỳ.

Xã Bố Hạ có diện tích 41,32 km², dân số 27.517 người, mật độ dân số đạt 665 người/km².

## Hành chính
Thị trấn Bố Hạ được chia thành 17 tổ dân phố: Hoà Bình ,Thống Nhất ,Tân Tiến ,Gia Lâm , Mạc 1, Mạc 2, Thành Chung, Đồng Nhân, Xuân Lan, Tân Xuân, Liên Tân, Dinh Tiến, Vòng Huyện, Đồng Lều, Tân An, Đồng Quán, Sỏi.

## Lịch sử
Bố Hạ là một thị trấn xuất hiện sớm từ thế kỷ XIX, từ khi có cuộc khởi nghĩa Yên Thế do Hoàng Hoa Thám lãnh đạo. Nơi đây từng nổi tiếng với cam sành Bố Hạ nhưng hiện nay giống cam này đã không còn tồn tại.
Thị trấn Bố Hạ được thành lập vào ngày 20 tháng 7 năm 1957 trên cơ sở tách phố Bố Hạ thuộc xã Bố Hạ.
Đến năm 2018, thị trấn Bố Hạ có diện tích 1,00 km², dân số là 4.037 người, mật độ dân số đạt 4.037 người/km². Xã Bố Hạ có diện tích 6,27 km², dân số là 6.371 người, mật độ dân số đạt 1.016 người/km².
Ngày 21 tháng 11 năm 2019, Ủy ban Thường vụ Quốc hội ban hành Nghị quyết số 813/NQ-UBTVQH14 về việc sắp xếp các đơn vị hành chính cấp xã thuộc tỉnh Bắc Giang (nghị quyết có hiệu lực từ ngày 1 tháng 1 năm 2020). Theo đó, sáp nhập toàn bộ diện tích và dân số của xã Bố Hạ vào thị trấn Bố Hạ.
Ngày 16 tháng 6 năm 2025, Ủy ban Thường vụ Quốc hội ban hành Nghị quyết số 1658/NQ-UBTVQH15 của UBTVQH về việc sắp xếp các đơn vị hành chính cấp xã của tỉnh Bắc Ninh năm 2025. Theo đó, sắp xếp toàn bộ diện tích tự nhiên, quy mô dân số của thị trấn Bố Hạ, xã Đông Sơn và xã Hương Vĩ thành xã mới có tên gọi là xã Bố Hạ.

## Kinh tế - xã hội

### Công nghiệp
- Các lò vôi tập trung chủ yếu tại xóm Vòng Huyện
- Cụm công nghiệp Bố Hạ có quy mô 10 ha.[7]
- Nhà máy xi măng Lâm Nghiệp.

### Giáo dục
Các cơ sở giáo dục trên địa bàn thị trấn:
- Trường Tiểu học Thị trấn Bố Hạ
- Trường THCS Thị trấn Bố Hạ
- Trường Mầm non Thị trấn Bố Hạ

### Một số công trình công cộng
- Bưu điện Bố Hạ
- Trạm y tế thị trấn Bố Hạ
- Sân vận động thị trấn Bố Hạ
- Chợ Bố Hạ
- Chùa Bố Hạ.

## Giao thông
Các tuyến đường bộ chạy qua địa bàn thị trấn:
- Tỉnh lộ 292 từ thị trấn Kép đi huyện Đồng Hỷ, tỉnh Thái Nguyên
- Tỉnh lộ 242 từ thị trấn Bố Hạ đến thị trấn Hữu Lũng thuộc tỉnh Lạng Sơn
- Tỉnh lộ 244.

Về đường thủy, có tuyến đường từ Bến Tuần, huyện Lạng Giang đến cảng Bố Hạ.